# Västra Siksjön
Västra Siksjön är en sjö i Ljusdals kommun i Hälsingland och ingår i Delångersåns huvudavrinningsområde. Sjön har en area på 0,231 kvadratkilometer och ligger 289,2 meter över havet.

## Delavrinningsområde
Västra Siksjön ingår i det delavrinningsområde (689441-150941) som SMHI kallar för Utloppet av Östra Siksjön. Medelhöjden är 336 meter över havet och ytan är 11,7 kvadratkilometer. Det finns inga avrinningsområden uppströms utan avrinningsområdet är högsta punkten. Vattendraget som avvattnar avrinningsområdet har biflödesordning 2, vilket innebär att vattnet flödar genom totalt 2 vattendrag innan det når havet efter 111 kilometer. Avrinningsområdet består mestadels av skog (91 procent). Avrinningsområdet har 0,69 kvadratkilometer vattenytor vilket ger det en sjöprocent på 5,9 procent.